# Pterolophia vitticollis
Pterolophia vitticollis är en skalbaggsart som beskrevs av Newman 1842. Pterolophia vitticollis ingår i släktet Pterolophia och familjen långhorningar.
Artens utbredningsområde är Filippinerna. Inga underarter finns listade i Catalogue of Life.